# Grúzia adórendszere
Grúzia adórendszere központi és helyi adókat foglal magába; összesen hat különféle adónem létezik.
Az állam legfontosabb bevételei a központi adókból származnak; 2012-ben az adóbevételek 55%-a származott az általános forgalmi adóból, 39%-a pedig a személyi jövedelemadóból és a társasági adóból. Az adóbevételek a bruttó hazai termék (GDP) 24,1%-át tették ki.
Az ingatlanadót helyi szinten szedik be; az adó alapja az ingatlan piaci értéke, a mértékét a helyi hatóság a tulajdonos jövedelmétől függően szabályozza.
A személyi jövedelemadó mértéke a jövedelem nagyságától függetlenül 20%. Egyes jövedelemfajtákra az adó mértéke 5% (például az osztalék- vagy kamatbevételre) vagy 10% (például ingatlan bérbeadásából vagy lakóingatlan eladásából származó jövedelemre). Társadalombiztosítási hozzájárulás nem létezik. Ajándékozási és öröklési illeték nem létezik.
Az általános forgalmi adó általános kulcsa 18%. Ez alól kevés kivétel van; az orvosi ellátás, az export és az oktatás adómentes. A gyártó illetve importáló cégek a forgalom nagyságától függetlenül alanyai az általános forgalmi adónak, viszont a 100 000 lari (GEL) alatti forgalom adómentes. Egyes luxuscikkekre (például bor) illetve a környezetet károsító termékekre (például üzemanyag) jövedéki adót vetettek ki.
A társasági adó kulcsa egységesen 15%.

## Fordítás
Ez a szócikk részben vagy egészben  a   Taxation in Georgia (country) című angol Wikipédia-szócikk ezen változatának fordításán alapul.  Az eredeti cikk szerkesztőit annak laptörténete sorolja fel. Ez a jelzés csupán a megfogalmazás eredetét és a szerzői jogokat jelzi, nem szolgál a cikkben szereplő információk forrásmegjelöléseként.